# Kanton Catacora
Der Kanton Catacora ist ein Verwaltungsbezirk im Departamento La Paz im südamerikanischen Anden-Staat Bolivien.

## Lage im Nahraum
Der Kanton Catacora ist einer von vier Cantones des Municipios Catacora in der Provinz José Manuel Pando und liegt in seinem nördlichen Teil. Er grenzt im Norden und Westen an die Republik Peru, im Südwesten an den Kanton Thola Khollu, im Süden an den Kanton Pojo Pajchiri und im Osten an das Municipio Santiago de Machaca.
Der Kanton erstreckt sich zwischen 17° 05' 30" und 17° 12' südlicher Breite und 69° 20' 30" und 69° 34' westlicher Breite, er misst von Norden nach Süden bis zu zehn Kilometer und von Westen nach Osten bis zu fünfundzwanzig Kilometer. Der Kanton besteht aus sechzehn Ortschaften (localidades), zentraler Ort ist Catacora mit 548 Einwohnern (2012) im zentralen Teil des Kantons.

## Geographie
Der Kanton Catacora liegt südwestlich des Titicacasees auf dem bolivianischen Altiplano am östlichen Rand der Anden-Gebirgskette der Cordillera Occidental, die hier bis auf etwa 5000 m ansteigt. Das Klima der Region ist semiarid und ein typisches Tageszeitenklima, bei dem die mittlere Temperaturschwankung im Tagesverlauf deutlicher ausfällt als im jahreszeitlichen Verlauf.
Die mittlere Jahrestemperatur des Kantons liegt bei etwa 8 °C (siehe Klimadiagramm Charaña), die Monatswerte schwanken nur unwesentlich zwischen 5 °C von Juni bis Juli und 10 °C von November bis Januar. Der Jahresniederschlag beträgt nur niedrige 300 mm, die Monatsniederschläge liegen zwischen unter 10 mm in den Monaten Mai bis Oktober und bei etwa 50 mm von Dezember bis März.

## Bevölkerung
Die Einwohnerzahl des Kantons ist in dem Jahrzehnt zwischen den beiden letzten Volkszählungen auf mehr als das Doppelte angestiegen:
| Jahr | Einwohner | Quelle           |
| ---- | --------- | ---------------- |
| 1992 | 331       | Volkszählung     |
| 2001 | 809       | Volkszählung     |
| 2012 | .         | noch keine Daten |

Die Bevölkerung der Region gehört vor allem dem indigenen Volk der Aymara an, 91,4 Prozent der Einwohner des Municipio Catacora sprechen Aymara.

## Gliederung
Der Kanton Catacora untergliedert sich in zwei Unterkantone (vicecantones):
- Vicecantón Catacora – 15 Ortschaften – 48 Einwohner (2001)
- Vicecantón Lliza – 1 Ortschaft – 63 Einwohner